# Upeneus taeniopterus
Upeneus taeniopterus Cuvier, 1829 è un pesce Perciforme appartenente alla famiglia Mullidae proveniente dall'Indo-Pacifico.

## Distribuzione e habitat
Ha un areale molto ampio, ma è comune soprattutto nella zona tra Giappone e Hawaii; è diffuso anche nelle barriere coralline dell'oceano Indiano, fin dalle coste orientali dell'Africa. È una specie che non si spinge molto in profondità e difficilmente scende oltre i 50 m. Predilige zone con fondali fangosi.

## Alimentazione
Si nutre soprattutto di crostacei; se consumato da esseri umani, può sortire effetti allucinogeni.